# Brouwerij Kestemont

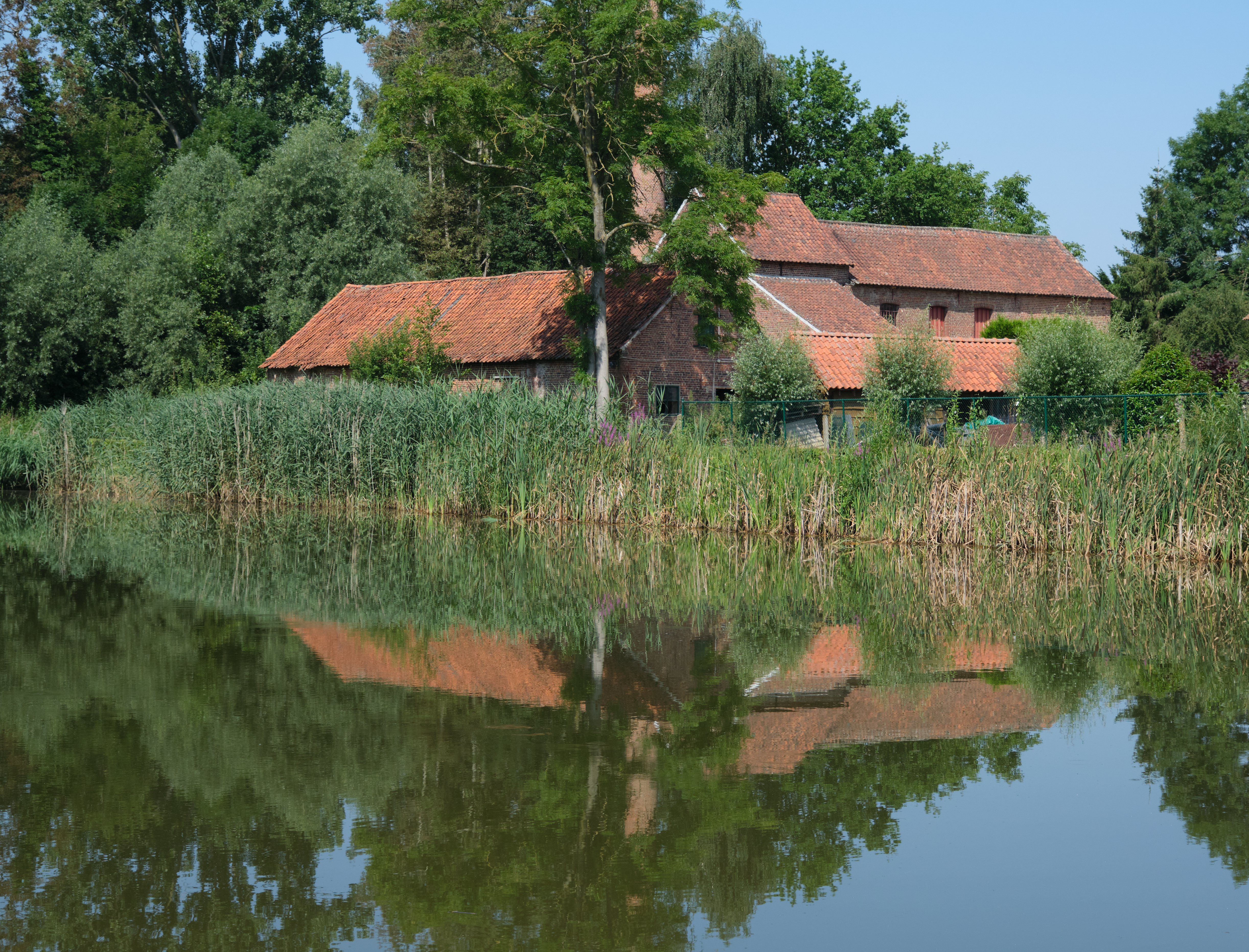
De brouwerijgebouwen van Goossens, waarin Brouwerij Kestemont is gevestigd (2021)

Brouwerij Kestemont is een lambiekbrouwerij in de Belgische plaats Sint-Gertrudis-Pede, gemeente Dilbeek.
De familie Kestemont kocht in 2016 de gebouwen van de voormalige brouwerij Goossens aan om er een nieuwe lambiekbrouwerij te vestigen. In 2019 werd de eerste lambiek gestoken. Twee jaar later kon de eerste eigen lambiek worden gebrouwen in een nieuwe brouwzaal.
De familie maakt gebruik van biologische ingrediënten die ze in hun eigen landbouwbedrijf telen.

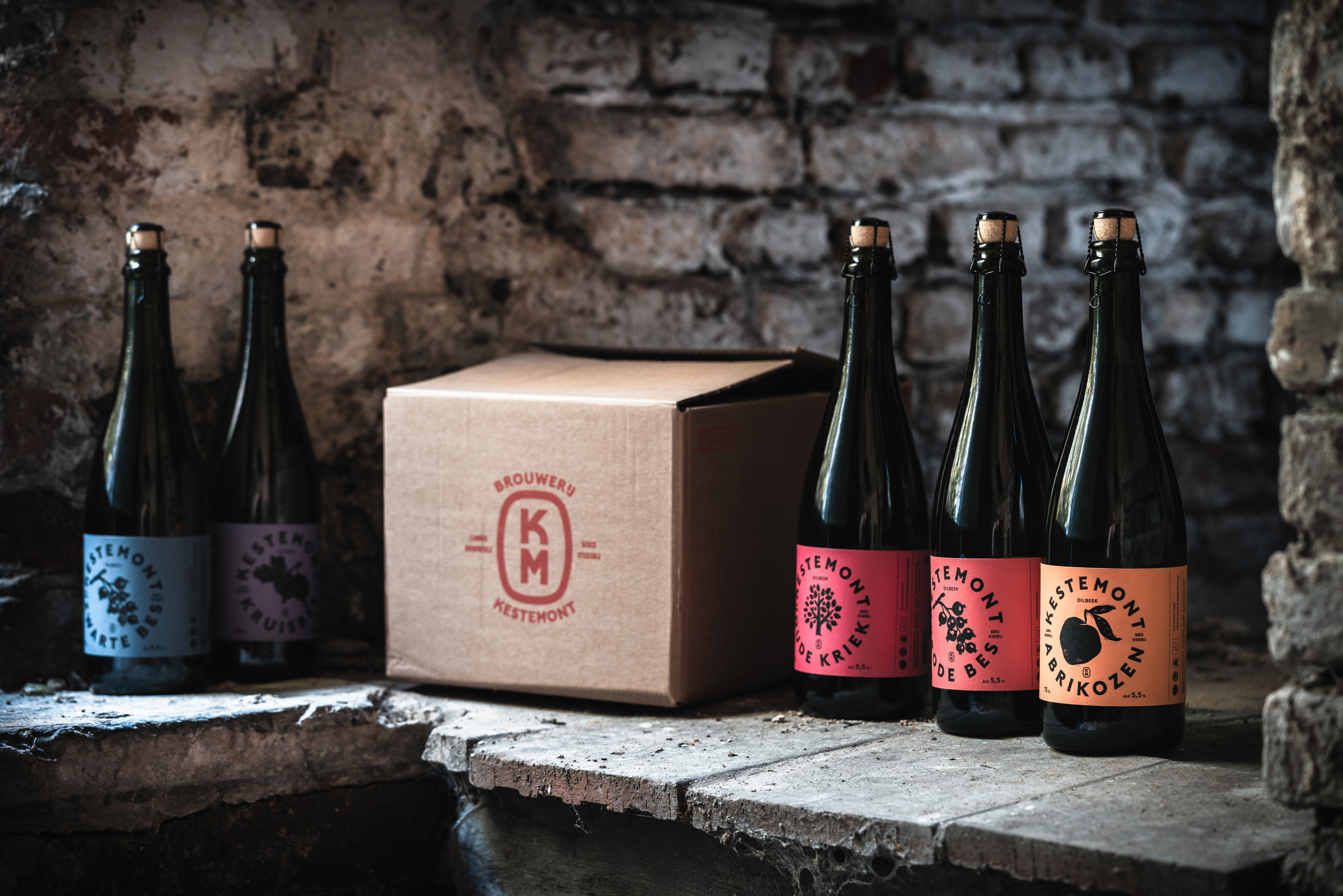
Enkele bieren van Brouwerij Kestemont

De gebouwen van de voormalige Goossensbrouwerij zijn aangewezen als monument.